# Cléopâtre
Cléopâtre é um filme francês, branco e preto e mudo, com apenas 2 minutos de duração, produzido, escrito, fotografado e dirigido por Georges Méliès em 1899. Um dos primeiros filmes de terror já feitos, é cerca de ressuscitar a múmia de Cleópatra.
A partir da década de 1930, pensou-se que o filme estava perdido, até que, em 2005, uma cópia dele foi descoberta na França.
Aparece com os números 175-176 no catálogo da Star Film Company.

## Elenco
- Jeanne d'Alcy    ...     Cléopâtre